# 루크 케이지 (드라마)
《루크 케이지》(Marvel's Luke Cage)는 2016년에 공개된 미국의 웹드라마이다. 체오 호다리 코커가 기획한 것으로, 넷플릭스에서 방영했다. 마블 코믹스의 동명 캐릭터를 원작으로 한다.

## 출연

### 주역
- 마이크 콜터 - 루크 케이지
- 마허샬라 알리 - 코넬 스토크스 / 코튼마우스
- 시몬 미식 - 머세이디스 켈리 "미스티" 나이트
- 시오 로시 - 에르난 알바레스 / 셰이즈
- 에릭 러레이 하비 - 윌리스 스트라이커 / 다이아몬드백
- 로사리오 도슨 - 클레어 템플
- 앨프리 우더드 - 머라이아 딜러드
- 무스타파 샤키르 - 존 매카이버
- 개브리엘 데니스 - 틸다 존슨

### 조역
- 프랭크 훼일리 - 래피얼 스카프 형사
- 론 시퍼스 존스 - 보비 피시
- 제이컵 바르가스 - 도밍고 콜론
- 데리어스 케일럽 - 로니 윌슨
- 제이드 우 - 코니 린
- 데버라 아요린데 - 캔디스 밀러
- 저스틴 스웨인 - 베일리
- 제이슨 케인 - 집
- 숀 링골드 - 슈거
- 돈리언 가드너 - 메건 매클래런 기자
- 제러마이아 리처드 크래프트 - 데이비드 그리피스
- 마이클 코스트로프 - 노아 버스틴
- 티후아나 릭스 - 템비 월리스
- 존 클래런스 스튜어트 - 알렉스
- 캐런 피트먼 - 프리실라 리들리

### 단역
- 퍼리사 피츠헨리 - 리바 코너스
- 롭 모건 - 터크 배럿
- 레이철 테일러 - 트리시 워커
- 대니 존슨 - 벤저민 도너번
- 스티븐 라이더 - 블레이크 타워